# Osorno
Osorno ist eine an der Panamericana gelegene Stadt in Südchile. Sie zählt 147.826 Einwohner (Stand: 2017).
Der deutsche und auch schweizerische Einfluss ist bis heute nicht zu übersehen.

## Klima und Geographie
Osorno liegt am Zusammenfluss des Río Damas und des Río Rahue in der X. Region (Región de los Lagos) Chiles, etwa 100 Kilometer nördlich der Regionshauptstadt Puerto Montt. Die Stadt liegt im Zentrum der Provinz Osorno, bestehend aus insgesamt 7 Gemeinden: Osorno, San Juan de la Costa, San Pablo, Puerto Octay, Puyehue, Río Negro und Purranque.
Die Gegend – die mitunter auch die Chilenische Schweiz genannt wird – weist viele Seen und Vulkane auf, einer der schönsten überhaupt ist der malerische Vulkan Osorno mit seinem sehr gleichförmigen Kegel.
Das Klima ist gemäßigt-kühl. Im Sommer liegt die Temperatur durchschnittlich bei rund 15 Grad Celsius, der Winter ist relativ regenreich (von Juni bis August fallen durchschnittlich etwa 186,6 mm; der Jahresdurchschnitt liegt bei 110,96 mm), mit einer Durchschnittstemperatur von 7,2 Grad Celsius.

## Geschichte

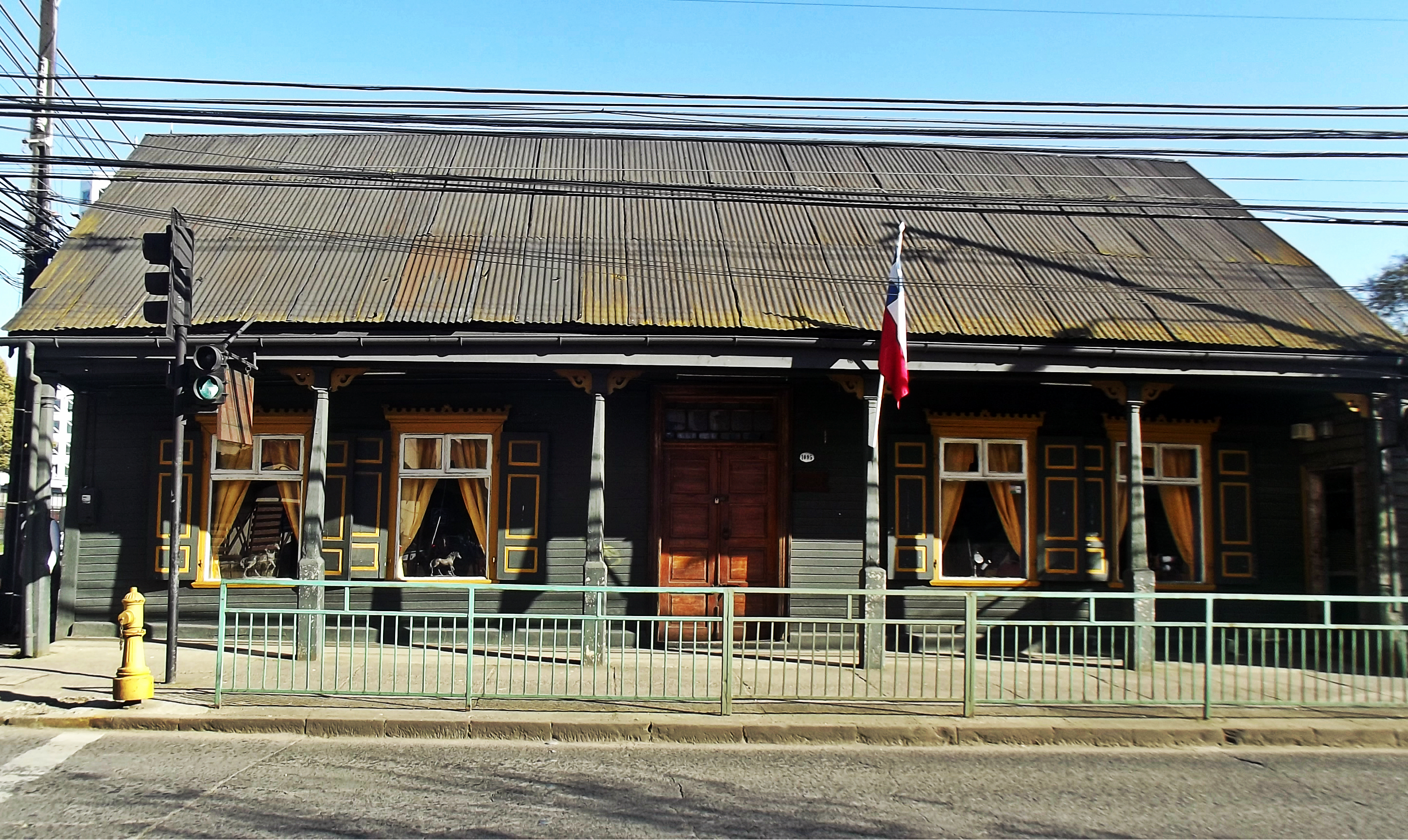
Casa Conrado Stückrath

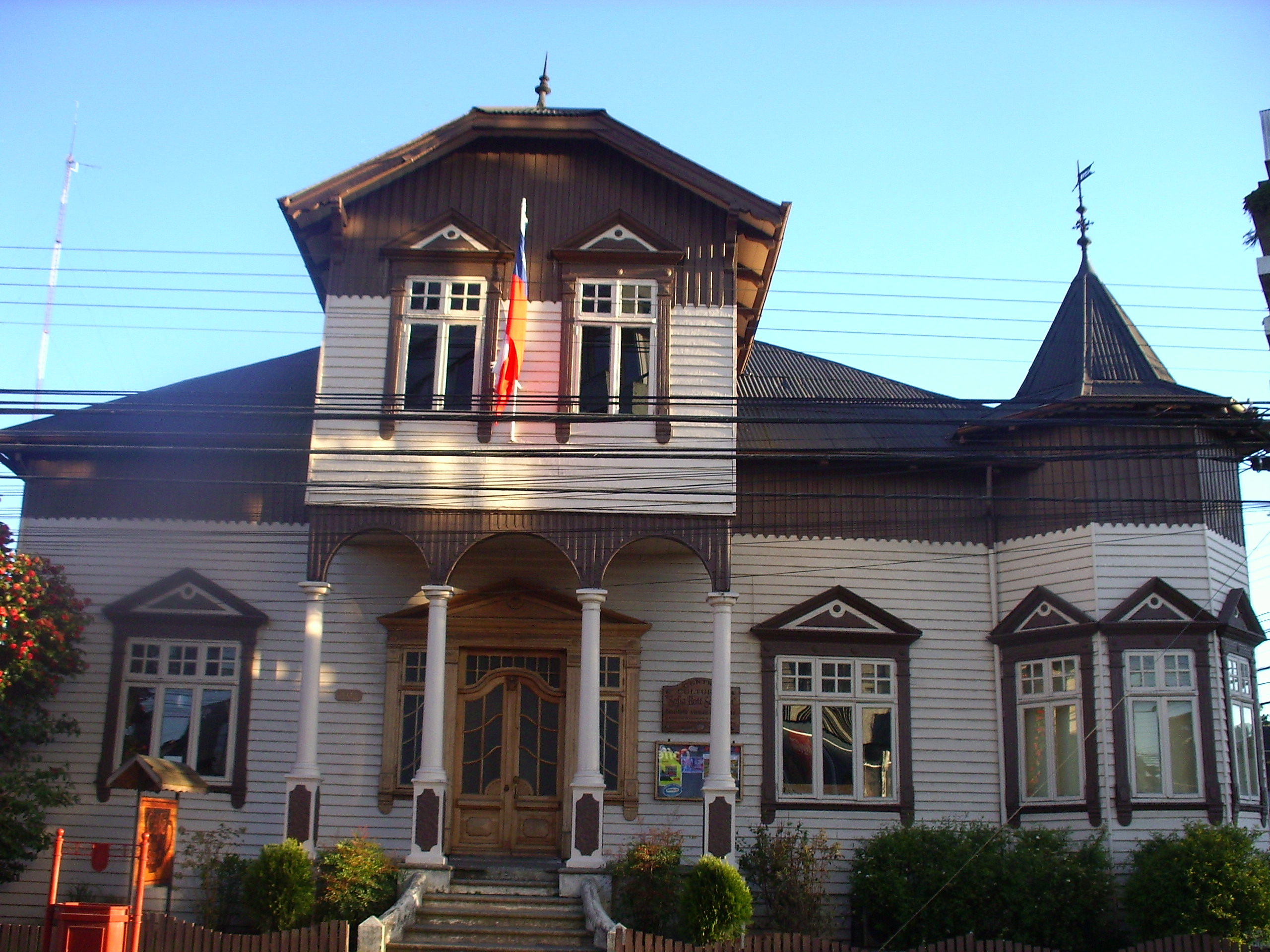
Casa Enrique Schüller, heute Centro Cultural Sofía Hott

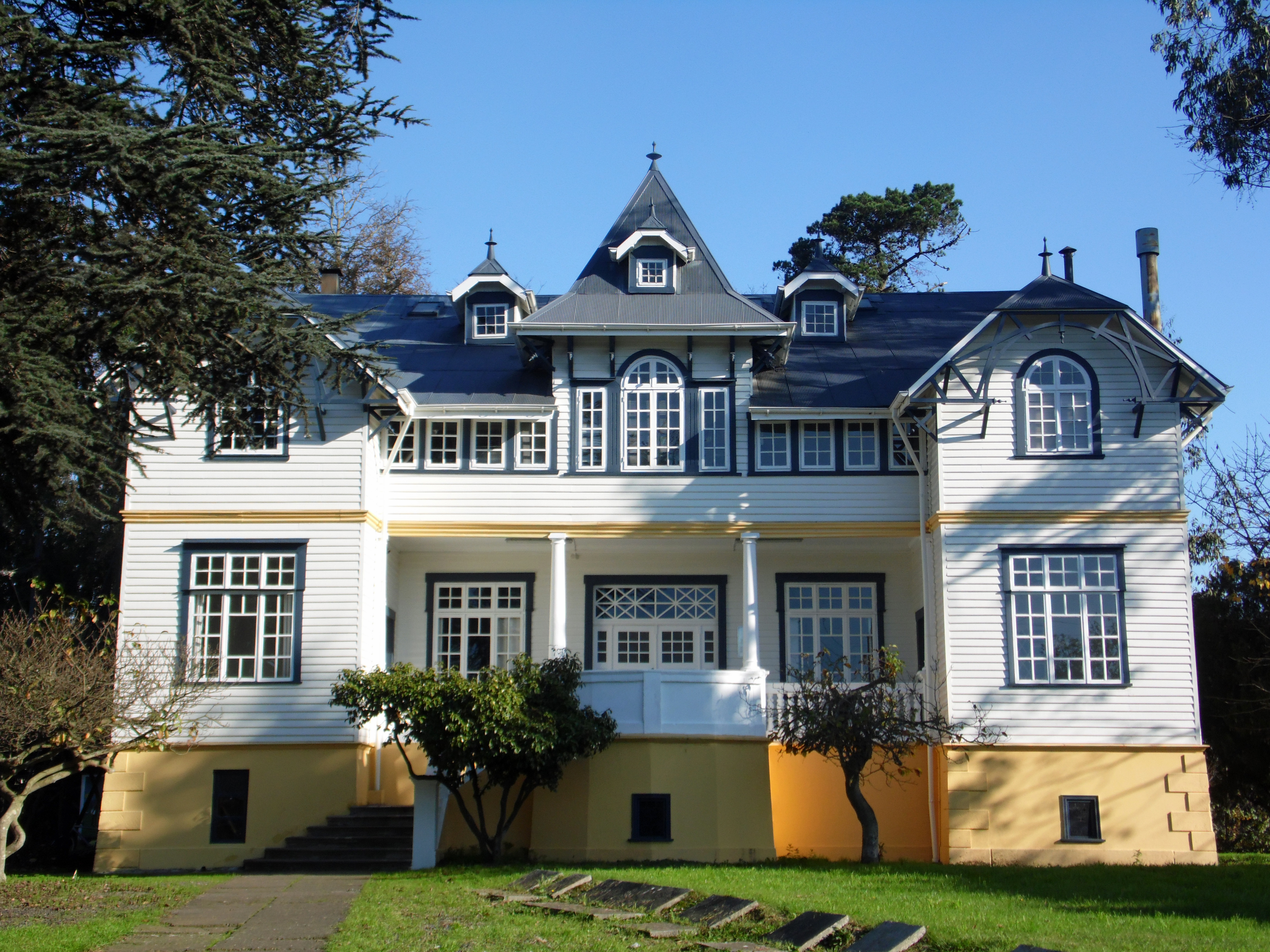
Casa Hollstein

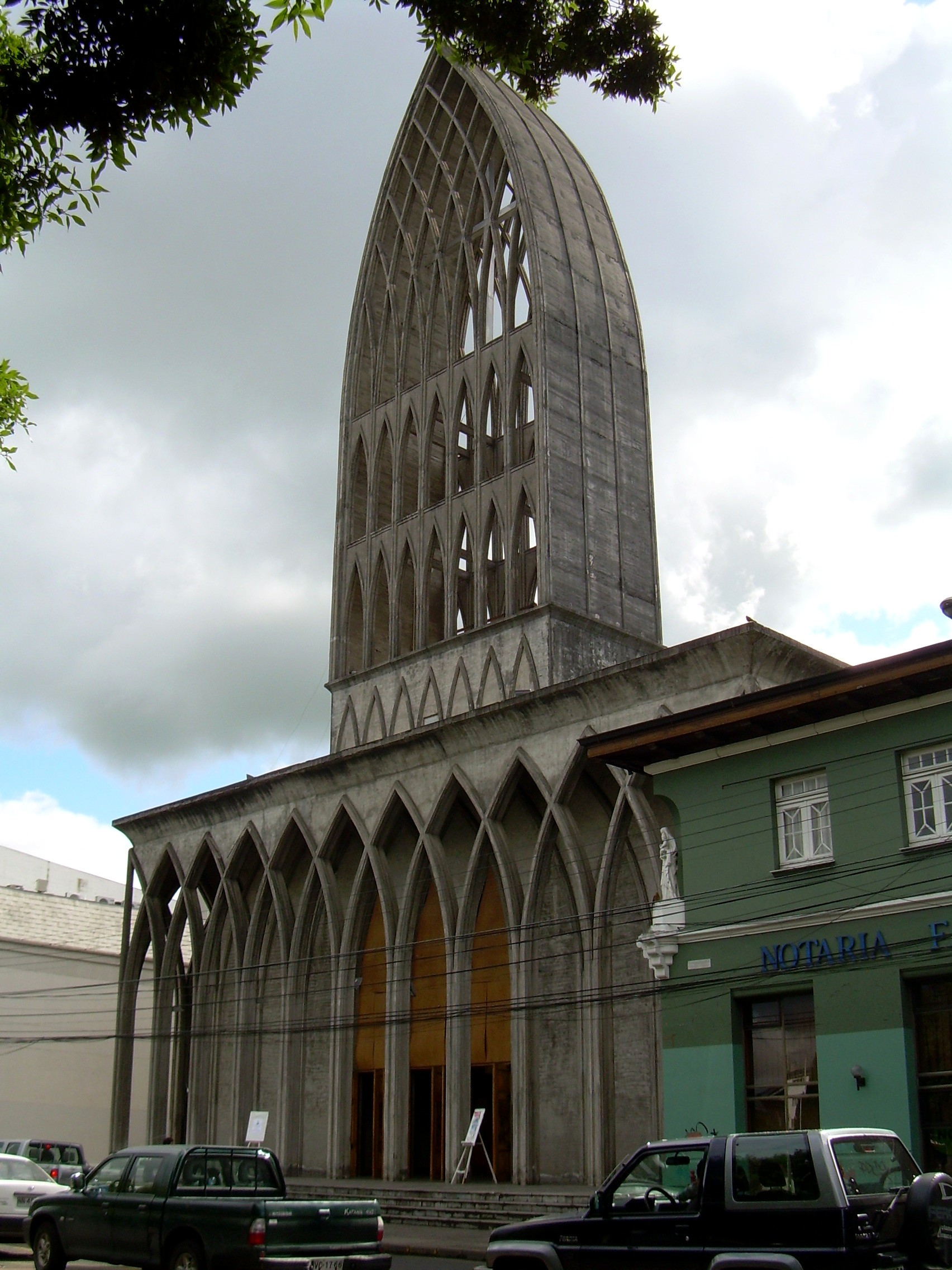
Kathedrale von Osorno

Osorno wurde bereits 1558 von Gouverneur García Hurtado de Mendoza gegründet. In der Zeit zwischen 1603 und 1788 lag die Stadt allerdings in Ruinen, nachdem sie im Arauco-Krieg, also den Auseinandersetzungen mit den im Süden Chiles ansässigen Mapuche-Indianern, zerstört worden war.
Die seit alters von Huilliche besiedelte Region Osorno wurde im 19. Jahrhundert zwangsweise dem chilenischen Staat angeschlossen und ab 1850 planmäßig mit europäischen Einwanderern besiedelt. Damals prägten insbesondere deutschsprachige Kolonisten die Region maßgeblich mit. Eine lutherische Kirche und eine deutsche Schule wurden errichtet. Die Einwohnerzahl im Jahr 1875 betrug 1895 Personen, meist Deutsche. Das „Instituto Alemán de Osorno“ (Deutsche Schule Osorno) feierte im März 2004 sein 150-jähriges Bestehen. In Osorno wird überdies die deutschsprachige Zeitung „Cóndor“ vertrieben.

## Sehenswürdigkeiten
Das architektonische Erbe der deutschen Einwanderung prägt bis heute das Stadtbild von Osorno. Besonders hervorzuheben sind mehrere historische Wohnhäuser, die in der zweiten Hälfte des 19. Jahrhunderts und zu Beginn des 20. Jahrhunderts errichtet wurden. Die Casa Hollstein, ein zweigeschossiges Gebäude mit markanten Giebeln und Holzverzierungen, wurde 1992 zum Nationalen Denkmal erklärt und ist ein Beispiel für den Einfluss norddeutscher Architekturtraditionen. Ebenfalls unter Denkmalschutz stehen die Casa Enrique Schüller, die mit einer Mischung aus Neoklassizismus und lokalen Baumaterialien beeindruckt, sowie die Casa Conrado Stückrath, ein weiteres Zeugnis der bürgerlichen Wohnkultur der deutschstämmigen Oberschicht jener Zeit. Ergänzt wird dieses architektonische Erbe durch den Cementerio Alemán, den deutschen Friedhof von Osorno, der Ende des 19. Jahrhunderts angelegt wurde, um eine würdige Ruhestätte für die mehrheitlich evangelisch-lutherischen Einwanderer zu schaffen. Der Friedhof beherbergt zahlreiche historische Grabstätten mit kunstvoll gestalteten Grabsteinen und Mausoleen und ist ein bedeutendes kulturhistorisches Denkmal der Stadt.
Osornos Umland, die Región de los Lagos, ist unter anderem bei Trekking-Anhängern beliebt.
Im Nationalpark Vicente Pérez Rosales liegt etwa 80 km südöstlich der Stadt der gleichnamige Volcán Osorno.

## Wirtschaft
Osorno ist das wichtigste Zentrum der südchilenischen Milch- und Landwirtschaft und verfügt über die größte Feria de Ganado – den Viehhandel in Chile. In der Stadt gibt es zwei Universitäten: die staatliche Universidad de Los Lagos und die private Universidad San Sebastian. Osorno liegt direkt an der Ruta 5 und hat etwa 5 Kilometer östlich des Stadtzentrums einen Flughafen, den Flughafen Osorno.

## Söhne und Töchter der Stadt
- Eleuterio Ramírez Molina (1837–1879), Nationalheld im Salpeterkrieg
- Julio Buschmann von Dessauer (1870–1947), Geschäftsmann
- Walterio Meyer Rusca (1882–1969), Ingenieur und Förderer der Region Osorno
- Federico Matthei Schwarzenberg (1889–1980), Politiker, Bürgermeister
- Luis Vargas Rosas (1897–1977), Maler
- Adolfo Matthei Schwarzenberg (1902–1939), Landwirtschaftsingenieur
- Alfredo Neumann Kuschel (1903–2000), Tierarzt
- Guillermo Subiabre (1903–1964), Fußballspieler
- Eberardo Villalobos (1908–1964), Fußballspieler
- Mario Recordón (1922–1994), Architekt und Leichtathlet
- Fernando Schott (1922–2007), Politiker und Unternehmer
- Alfonso Montecino (1924–2015), Komponist, Pianist und Musikpädagoge
- Fernando Matthei (1925–2017), Luftwaffengeneral und Mitglied der chilenischen Militärjunta
- Rubén Marcos (1942–2006), Fußballspieler
- Walter Wrigge (1946–2023), deutscher Sportschütze
- Klaus von Storch (* 1962), Astronautenanwärter
- Harald Beyer (* 1964), Politiker
- Sven von Storch (* 1970), deutsch-chilenischer Politiker
- Víctor Monje (* 1972), Fußballspieler
- Rainer Grob (* 1973), Skirennläufer
- Koko Stambuk (* 1977), Musiker
- Fernando Burgos (* 1980), Fußballspieler
- Duncan Grob (* 1980), Skirennläufer
- Carolina Ruiz Castillo (* 1981), Skirennläuferin
- Sebastián Barrientos (* 1989), Fußballspieler
- Francisco Pizarro (* 1989), Fußballspieler
- Beatriz Hevia (* 1992), Juristin und Politikerin
- Ivana Gallardo (* 1993), Leichtathletin
- Erik Bongcam-Rudloff, Biologe und Informatiker